# Stavkove (Rozkvit), Berezivka
Stavkove (în ucraineană Ставкове) este un sat în comunei Rozkvit din raionul Berezivka, regiunea Odesa, Ucraina.

## Demografie
Componența lingvistică a localității Stavkove
     Ucraineană (93,07%)
     Rusă (3,41%)
     Română (2,15%)
     Alte limbi (0,97%)
Conform recensământului din 2001, majoritatea populației localității Stavkove era vorbitoare de ucraineană (93,07%), existând în minoritate și vorbitori de rusă (3,41%) și română (2,15%).